# Comuna Kozarivka, Kaniv
Kozarivka (în ucraineană Козарівка) este o comună în raionul Kaniv, regiunea Cerkasî, Ucraina, formată din satele Beresneahî, Kozarivka (reședința) și Sîneavka.

## Demografie
Componența lingvistică a comunei Kozarivka
     Ucraineană (98,1%)
     Rusă (1,65%)
     Alte limbi (0,13%)
Conform recensământului din 2001, majoritatea populației comunei Kozarivka era vorbitoare de ucraineană (98,1%), existând în minoritate și vorbitori de rusă (1,65%).